# Vesmírná zbraň

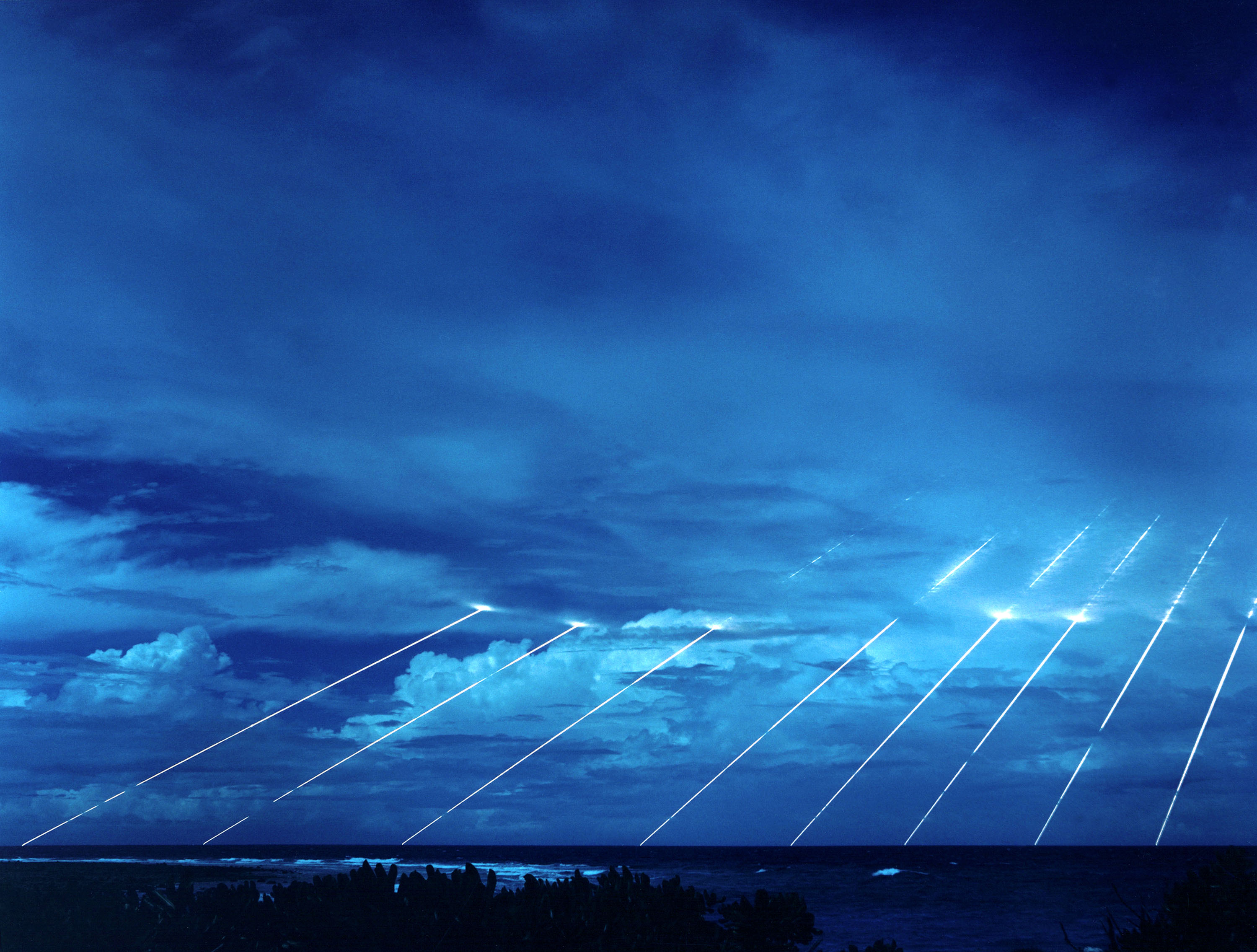
Samostatně naváděné hlavice LGM-118A Peacekeeper vstupují zpět do Zemské atmosféry.

Vesmírné zbraně jsou zbraně pro využití na případném vesmírném bojišti i k útokům na Zemi. Patří mezi ně zbraně, které mohou zaútočit na objekty na oběžné dráze (tj. protisatelitní zbraně), útočit na cíle na Zemi z vesmíru nebo likvidovat nepřátelské rakety letící vesmírem.
Během militarizace vesmíru za studené války byly tyto zbraně vyvinuty hlavními velmocemi, přičemž některé je vyvíjejí dodnes. 
Vesmírné zbraně jsou také ústředním tématem ve vojenské sci-fi literatuře a sci-fi videohrách.

## Zbraně vesmír-vesmír
Během tajného sovětského programu Almaz byla vybavena vojenská vesmírná stanice automatickým 23mm kanónem, určeným k vlastní obraně proti nepřátelským silám.
Sovětská bezpilotní bitevní stanice Poljus byla navržena tak, že mohla být vybavena megawattovým karbon-dioxidovým laserem pro vlastní obranu.

## Zbraně Země-vesmír

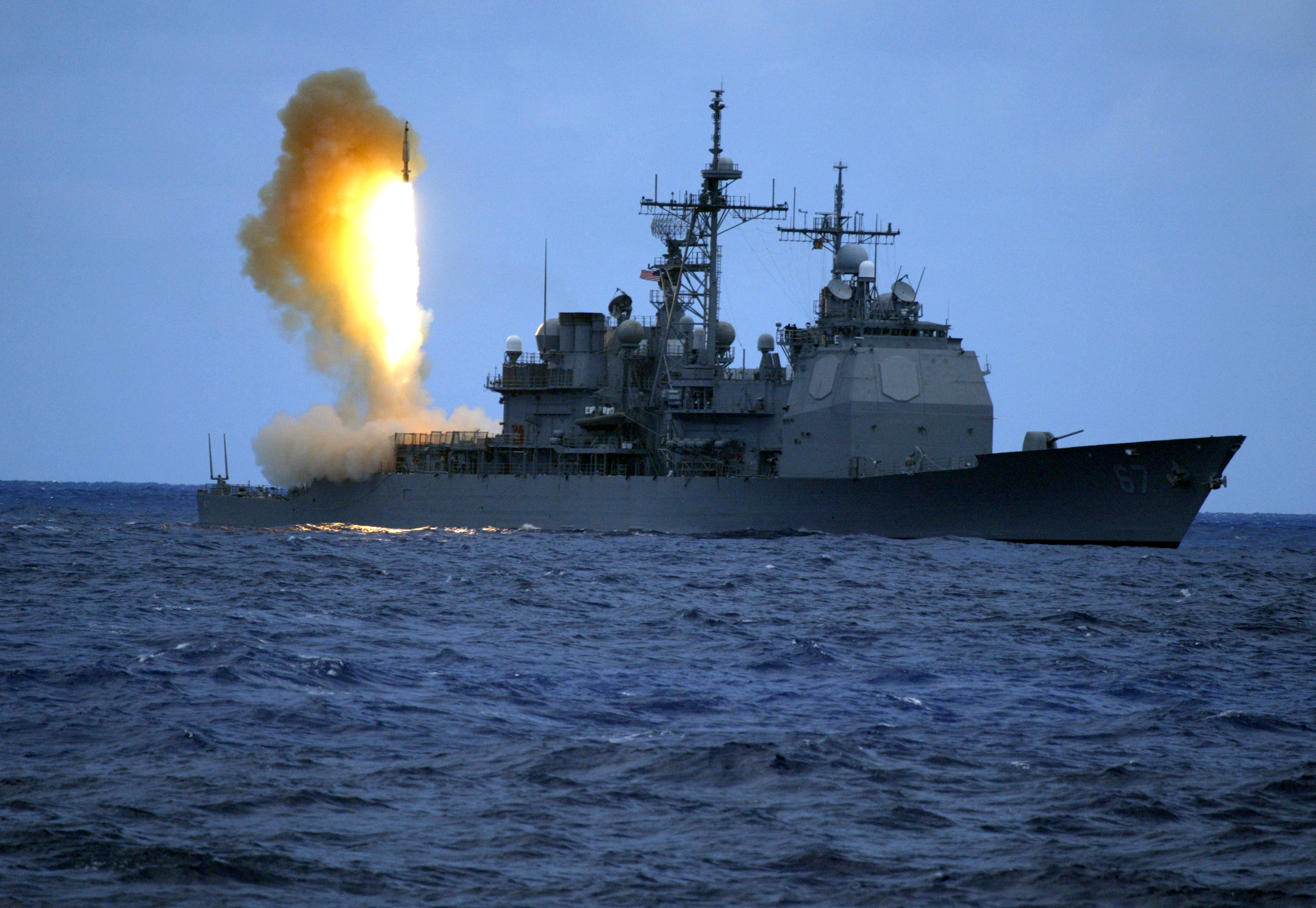
Aegis Ballistic Missile Defense System. Protiraketové střely vypuštěné z USS Shiloh, patříčího americkému námořnictvu (třída Ticonderoga).

Protisatelitní zbraně, ať už operující ze země nebo ze vzduchu, byly vyvinuty Spojenými státy, SSSR/Ruskem, Čínskou lidovou republikou.

### Strategická obranná iniciativa
V březnu 1983 ohlásil prezident Ronald Reagan spuštění tzv. Strategické obranné iniciativy, výzkumného programu s cílem rozvíjet obranný systém, který by zničil nepřátelské mezikontinentální balistické střely. Obranný systém byl přezdívaný Hvězdné války, který vymysleli jeho kritici v narážce na známý film. Koncepty systému byly různé, například ničení cílů pomocí kinetické energie, malé rakety vypouštěné z družic směrem k cíli (například na letící mezikontinentální střelu) apod.
Dále třeba vybavení satelitů silnými lasery či částicovými paprsky. Při startu nepřátelské rakety by systém zachytil žhavé výfukové plyny a upozornil příslušný satelit, aby ji eliminoval. I když žádný skutečný systém nedošel nasazení, armáda dnes testuje využití laseru namontovaného na Boeing 747.

## Zbraně vesmír-Země

### Orbitální zbraně
Orbitální zbraň je jakákoliv zbraň, která se pohybuje na oběžné dráze kolem velkého tělesa, jakými jsou planety nebo měsíce. Do roku 2012 nebyly operativně nasazeny žádné orbitální zbraňové systémy. Několik orbitálních zbraňových systémů bylo navrženo Spojenými státy a Sovětským Svazem během studené války. Během druhé světové války mělo nacistické Německo rozpracované plány pro orbitální zbraň s názvem sluneční dělo.
Vývoj orbitálních zbraní byl do značné míry přerušen poté, co vstoupily v platnost smlouvy Outer Space Treaty a SALT II. Tyto dohody zakázaly umísťování zbraní hromadného ničení do vesmírného prostoru. 

### Orbitální bombardování
Orbitální bombardování je útokem na cíle nacházející se na planetách a měsících prováděné z oběžné dráhy kolem těchto objektů. Často se vyskytuje v literatuře science fiction, ale bylo navrženo i jako skutečný bojový prostředek, například ve formě kinetického bombardování.